# Rezerwat przyrody Brudzieniec
Brudzieniec – torfowiskowy rezerwat przyrody w województwie lubelskim, w powiecie włodawskim, na terenie gminy Wola Uhruska. Leży w granicach Sobiborskiego Parku Krajobrazowego, na terenie Nadleśnictwa Sobibór. Od wschodu graniczy z dużo większym rezerwatem „Trzy Jeziora”.
- powierzchnia (według aktu powołującego) – 35,89 ha
- powierzchnia (dane nadesłane z nadleśnictwa) – 36,61 ha[4]
- rok utworzenia – 1973
- dokument powołujący – Zarządzenie Ministra Leśnictwa i Przemysłu Drzewnego z dnia 23 stycznia 1973 roku w sprawie uznania za rezerwaty przyrody (M.P. z 1973 r. nr 5, poz. 38).
- przedmiot ochrony (według aktu powołującego) – zachowanie ze względów naukowych i dydaktycznych śródleśnego jeziora z otaczającym je torfowiskiem, na którym występują rzadkie gatunki roślin.

Rezerwat zajmuje bezodpływową kotlinę śródleśną, w której centrum znajduje się dystroficzne jezioro Brudzieniec o powierzchni 18,16 ha.